# راؤول كورييل (عالم مصريات)
راؤول كورييل (وُلد في 23 حزيران 1913، في القاهرة، بمصر ؛ وتوفي في 23 شباط 2000، في باريس، بفرنسا) كان عالم آثار ومصريات ومستشرقًا فرنسيًا.

## الحياة المبكرة والتعليم
وُلِد كورييل لعائلة يهودية ثرية في القاهرة، وهو ابن دانيال كورييل، مصرفي ثري، وشقيق هنري كورييل. في عام 1933 م، غادر كورييل القاهرة لدراسة القانون في جامعة باريس (السوربون)، لكنه انتقل إلى دراسة الدراسات الهندية والإيرانية.

## علم الآثار وعلم الهنديات
خلال الحرب العالمية الثانية، خدم كورييل في بيروت، حيث أجرى دراسات أثرية للجيش الفرنسي. وفي بيروت، أصبح صديقًا لدانيال شلمبرجير وهنري سيريج. كان كورييل الممثل الأثري الفرنسي في أفغانستان عام 1945 م وشغل منصب مدير التحف في المتحف الوطني الباكستاني، في الفترة 1954-1958 م. عمل لاحقًا أمينًا لقسم العملات الشرقية في المكتبة الوطنية الفرنسية.

## فهرس
- الكنوز النقدية لأفغانستان: مذكرات الوفد الأثري الفرنسي في أفغانستان (باريس، 1953)[9][10]
- مجموعة من العملات المعدنية العربية الساسانية (باريس، 1984)[11][12]

## روابط خارجية
- نعي راؤول كورييل في لوموند